# جون أريكسون
جون أريكسون (بالسويدية: John Eriksson)‏ (12 مارس 1929 ستوكهولم السويد - 24 مارس 2020) هو لاعب كرة قدم سويدي يلعب كمهاجم.

## روابط خارجية
- جون أريكسون على موقع اتحاد السويد (السويدية)
- جون أريكسون على موقع قاعدة بيانات كرة القدم.إي يو (الإنجليزية)
- جون أريكسون على موقع ناشيونال فوتبول تيمز (الإنجليزية)